# Ručni top
Ručni top najstarije je ručno vatreno oružje.

## Povijest
Prvi ručni topovi nastali su u Kini za vrijeme vladavine dinastije Yuan. Evoluirali su iz vatrenih koplja – zamjenom bambusovih cijevi željeznim – oko 1280. godine, dok su se u Europi pojavili sredinom 14. stoljeća. Najstariji sačuvani primjerci iz Kine potječu iz 1288. (ručni top iz Heilongjianga), dok se u Europi prvi put spominju 1364. u Perugiji.
Ručni topovi nastali su kao individualno vatreno oružje, postupno zamjenjujući luk i samostrel. Po obliku i mehanizmu paljenja predstavljali su minijaturnu verziju ranih topova – bombarde, pričvršćenih stražnjim dijelom na drveni kundak (u obliku štapa) koji se držao ispod ruke, ili oslonjene na željeznu vilicu zabodenu u zemlju. Ručni top iz Perugie imao je cijev dugu samo 22 cm.

## Reference
1. ↑  Andrade 2016, str. 53
2. 1 2 3  Tomac 1959, str. 521.